# Pierre Prestat
Pour les articles homonymes, voir Prestat.
Pierre Prestat est un escrimeur handisport français, né le 9 mai 1943 à Chessy-les-Prés.

## Biographie
Pierre Prestat fait une mauvaise chute lors du parcours du combattant lors de son service militaire à Épinal à l'âge de 20 ans et devient paraplégique. moelle épinière et aux jambes durant la guerre d'Algérie, ce qui l'a rendu paraplégique. Il découvre alors l'escrime handisport.
Il participe aux Jeux paralympiques de Tel-Aviv (1968), aux Jeux paralympiques de Heidelberg (1972) et aux Jeux paralympiques de Toronto (1976), remportant dix médailles dont quatre en or,.
Il est sélectionné pour les Jeux paralympiques de 1980 à Arnhem mais se blesse dès son arrivée sur place, et met un terme à sa carrière.

## Distinctions
- Médaille de la jeunesse, des sports et de l'engagement associatif, or[1].

## Palmarès
- Jeux paralympiques
  -  Médaille d'or à l'épée par équipes aux Jeux paralympiques d'été de 1968 à Tel-Aviv
  -  Médaille d'or à l'épée individuelle aux Jeux paralympiques d'été de 1976 à Toronto
  -  Médaille d'or à l'épée par équipes aux Jeux paralympiques d'été de 1976 à Toronto
  -  Médaille d'or au sabre par équipes aux Jeux paralympiques d'été de 1976 à Toronto
  -  Médaille d'argent au fleuret par équipes aux Jeux paralympiques d'été de 1968 à Tel-Aviv
  -  Médaille d'argent à l'épée individuelle aux Jeux paralympiques de 1972 à Heidelberg
  -  Médaille d'argent à l'épée par équipes aux Jeux paralympiques d'été de 1972 à Heidelberg
  -  Médaillé d'argent au sabre individuel aux Jeux paralympiques d'été de 1976 à Toronto
  -  Médaille de bronze au sabre individuel aux Jeux paralympiques d'été de 1972 à Heidelberg
  -  Médaille de bronze au sabre par équipes aux Jeux paralympiques d'été de 1972 à Heidelberg